# Mercury Prize
Mercury Prize, dříve Mercury Music Prize, je hudební ocenění udělované každoročně nejlepšímu britskému nebo irskému albu. První předávání cen proběhlo v roce 1992 pod hlavičkou BPI (British Phonographic Industry – komunita britských nahrávacích společností).
Každý rok se nominuje několik desek (v roce 2020 se jejich počet ustálil na čísle 12) a to v červenci daného roku. Cenu získá jediné album – vyhlašování probíhá v září.

## Vítězové a nominovaní v jednotlivých ročnících
| Year | Vítěz                                                          | Nominace | Ref(s) |
| ---- | -------------------------------------------------------------- | --- | ------ |
| 1992 | Primal Scream – Screamadelica                                  | - Barry Adamson – Soul Murder - Jah Wobble – Rising Above Bedlam - The Jesus and Mary Chain – Honey's Dead - Bheki Mseleku – Celebration - Saint Etienne – Foxbase Alpha - Simply Red – Stars - U2 – Achtung Baby - John Tavener & Steven Isserlis –The Protecting Veil - Young Disciples – Road to Freedom | [ 1 ]  |
| 1993 | Suede – Suede                                                  | - Apache Indian – No Reservations - The Auteurs – New Wave - Gavin Bryars – Jesus' Blood Never Failed Me Yet - Dina Carroll – So Close - PJ Harvey – Rid of Me - New Order – Republic - Stereo MCs – Connected - Sting – Ten Summoner's Tales - Stan Tracey – Portraits Plus | [ 2 ]  |
| 1994 | M People – Elegant Slumming                                    | - Blur – Parklife - Ian McNabb – Head Like A Rock - Shara Nelson – What Silence Knows - Michael Nyman – The Piano Concerto and MGV - The Prodigy – Music for the Jilted Generation - Pulp – His 'n' Hers - Take That – Everything Changes - Therapy? – Troublegum - Paul Weller – Wild Wood | [ 3 ]  |
| 1995 | Portishead – Dummy                                             | - Guy Barker – Into the Blue - Elastica – Elastica - PJ Harvey – To Bring You My Love - Leftfield – Leftism - James MacMillan – Seven Last Words from the Cross - Van Morrison – Days Like This - Oasis – Definitely Maybe - Supergrass – I Should Coco - Tricky – Maxinquaye | [ 4 ]  |
| 1996 | Pulp – Different Class                                         | - Artists for War Child – Help - Black Grape – It's Great When You're Straight...Yeah - Peter Maxwell Davies/BBC Philharmonic – The Beltane Fire / Caroline Mathilde - Manic Street Preachers – Everything Must Go - Mark Morrison – Return of the Mack - Oasis – (What's the Story) Morning Glory? - Courtney Pine – Modern Day Jazz Stories - Underworld – Second Toughest in the Infants - Norma Waterson – Norma Waterson       | [ 5 ]  |
| 1997 | Roni Size/Reprazent – New Forms                                | - The Chemical Brothers – Dig Your Own Hole - Beth Orton – Trailer Park - Primal Scream – Vanishing Point - The Prodigy – The Fat of the Land - Radiohead – OK Computer - Spice Girls – Spice - Suede – Coming Up - John Tavener – Svyati - Mark-Anthony Turnage – Your Rockaby | [ 4 ]  |
| 1998 | Gomez – Bring It On                                            | - 4hero – Two Pages - Asian Dub Foundation – Rafi's Revenge - Eliza Carthy – Red Rice - Catatonia – International Velvet - Cornershop – When I Was Born for the 7th Time - Massive Attack – Mezzanine - Propellerheads – Decksandrumsandrockandroll - Pulp – This Is Hardcore - John Surman – Proverbs & Songs - The Verve – Urban Hymns - Robbie Williams – Life thru a Lens                                                       | [ 4 ]  |
| 1999 | Talvin Singh – Ok                                              | - Thomas Adès – Asyla - Denys Baptiste – Be Where You Are - Black Star Liner – Bengali Bantam Youth Experience! - Blur – 13 - The Chemical Brothers – Surrender - Faithless – Sunday 8PM - Manic Street Preachers – This Is My Truth Tell Me Yours - Beth Orton – Central Reservation - Kate Rusby – Sleepless - Stereophonics – Performance and Cocktails - Underworld – Beaucoup Fish                                             | [ 6 ]  |
| 2000 | Badly Drawn Boy – The Hour of Bewilderbeast                    | - Richard Ashcroft – Alone with Everybody - Coldplay – Parachutes - M. J. Cole – Sincere - Death in Vegas – The Contino Sessions - The Delgados – The Great Eastern - Doves – Lost Souls - Helicopter Girl – How to Steal the World - Leftfield – Rhythm and Stealth - Nicholas Maw – Violin Concerto - Nitin Sawhney – Beyond Skin - Kathryn Williams – Little Black Numbers                                                       | [ 7 ]  |
| 2001 | PJ Harvey – Stories from the City, Stories from the Sea        | - Basement Jaxx – Rooty - Elbow – Asleep in the Back - Goldfrapp – Felt Mountain - Gorillaz – Gorillaz (na žádost kapely nominace zrušena) - Ed Harcourt – Here Be Monsters - Tom McRae – Tom McRae - Radiohead – Amnesiac - Susheela Raman – Salt Rain - Super Furry Animals – Rings Around the World - Turin Brakes – The Optimist LP - Zero 7 – Simple Things                                                                    | [ 9 ]  |
| 2002 | Ms. Dynamite – A Little Deeper                                 | - Guy Barker – Soundtrack - The Bees – Sunshine Hit Me - David Bowie – Heathen - The Coral – The Coral - Doves – The Last Broadcast - The Electric Soft Parade – Holes in the Wall - Gemma Hayes – Night on My Side - Beverley Knight – Who I Am - Roots Manuva – Run Come Save Me - Joanna MacGregor – Play - The Streets – Original Pirate Material                                                                               | [ 10 ] |
| 2003 | Dizzee Rascal – Boy in da Corner                               | - Athlete – Vehicles and Animals - Eliza Carthy – Anglicana - Coldplay – A Rush of Blood to the Head - The Darkness – Permission to Land - Floetry – Floetic - Soweto Kinch – Conversations with the Unseen - Lemon Jelly – Lost Horizons - The Thrills – So Much for the City - Martina Topley-Bird – Quixotic - Radiohead – Hail to the Thief - Terri Walker – Untitled                                                           | [ 11 ] |
| 2004 | Franz Ferdinand – Franz Ferdinand                              | - Basement Jaxx – Kish Kash - Belle and Sebastian – Dear Catastrophe Waitress - Jamelia – Thank You - Keane – Hopes and Fears - Snow Patrol – Final Straw - Joss Stone – The Soul Sessions - The Streets – A Grand Don't Come for Free - Ty – Upwards - Amy Winehouse – Frank - Robert Wyatt – Cuckooland - The Zutons – Who Killed...... The Zutons?                                                                               | [ 12 ] |
| 2005 | Antony and the Johnsons – I Am a Bird Now                      | - Bloc Party – Silent Alarm - Coldplay – X&Y - Hard-Fi – Stars of CCTV - Kaiser Chiefs – Employment - KT Tunstall – Eye to the Telescope - M.I.A. – Arular - Maxïmo Park – A Certain Trigger - Polar Bear – Held on the Tips of Fingers - Seth Lakeman – Kitty Jay - The Go! Team – Thunder, Lightning, Strike - The Magic Numbers – The Magic Numbers                                                                              | [ 13 ] |
| 2006 | Arctic Monkeys – Whatever People Say I Am, That's What I'm Not | - Isobel Campbell and Mark Lanegan – Ballad of the Broken Seas - Editors – The Back Room - Guillemots – Through the Windowpane - Richard Hawley – Coles Corner - Hot Chip – The Warning - Muse – Black Holes & Revelations - Zoe Rahman – Melting Pot - Lou Rhodes – Beloved One - Scritti Politti – White Bread Black Beer - Sway – This Is My Demo - Thom Yorke – The Eraser                                                      | [ 14 ] |
| 2007 | Klaxons – Myths of the Near Future                             | - Arctic Monkeys – Favourite Worst Nightmare - Basquiat Strings with Seb Rochford – Basquiat Strings - Bat for Lashes – Fur and Gold - Dizzee Rascal – Maths + English - Maps – We Can Create - New Young Pony Club – Fantastic Playroom - Fionn Regan – The End of History - Jamie T – Panic Prevention - The View – Hats Off to the Buskers - Amy Winehouse – Back to Black - Young Knives – Voices of Animals and Men            | [ 15 ] |
| 2008 | Elbow – The Seldom Seen Kid                                    | - Adele – 19 - British Sea Power – Do You Like Rock Music? - Burial – Untrue - Estelle – Shine - The Last Shadow Puppets – The Age of the Understatement - Laura Marling – Alas, I Cannot Swim - Neon Neon – Stainless Style - Robert Plant & Alison Krauss – Raising Sand - Portico Quartet – Knee Deep In The North Sea - Radiohead – In Rainbows - Rachel Unthank and the Winterset – The Bairns                                 | [ 16 ] |
| 2009 | Speech Debelle – Speech Therapy                                | - Bat for Lashes – Two Suns - Florence and the Machine – Lungs - Friendly Fires – Friendly Fires - Glasvegas – Glasvegas - Lisa Hannigan – Sea Sew - The Horrors – Primary Colours - The Invisible – The Invisible - Kasabian – West Ryder Pauper Lunatic Asylum - La Roux – La Roux - Led Bib – Sensible Shoes - Sweet Billy Pilgrim – Twice Born Men                                                                              | [ 17 ] |
| 2010 | The xx – xx                                                    | - Biffy Clyro – Only Revolutions - Corinne Bailey Rae – The Sea - Dizzee Rascal – Tongue n' Cheek - Foals – Total Life Forever - I Am Kloot – Sky at Night - Kit Downes Trio – Golden - Laura Marling – I Speak Because I Can - Mumford & Sons – Sigh No More - Paul Weller – Wake Up the Nation - Villagers – Becoming a Jackal - Wild Beasts – Two Dancers                                                                        | [ 18 ] |
| 2011 | PJ Harvey – Let England Shake                                  | - Adele – 21 - Anna Calvi – Anna Calvi - Elbow – Build a Rocket Boys! - Everything Everything – Man Alive - Ghostpoet – Peanut Butter Blues & Melancholy Jam - Gwilym Simcock – Good Days at Schloss Elmau - James Blake – James Blake - Katy B – On a Mission - King Creosote & Jon Hopkins – Diamond Mine - Metronomy – The English Riviera - Tinie Tempah – Disc-Overy                                                           | [ 19 ] |
| 2012 | - Alt-J – An Awesome Wave                                      | - Ben Howard – Every Kingdom - Django Django – Django Django - Field Music – Plumb - Richard Hawley – Standing at the Sky's Edge - Michael Kiwanuka – Home Again - Lianne La Havas – Is Your Love Big Enough? - Sam Lee – Ground of its Own - The Maccabees – Given to the Wild - Plan B – ill Manors - Roller Trio – Roller Trio - Jessie Ware – Devotion                                                                          | [ 20 ] |
| 2013 | - James Blake – Overgrown                                      | - Arctic Monkeys – AM - David Bowie – The Next Day - Disclosure – Settle - Foals – Holy Fire - Jake Bugg – Jake Bugg - Jon Hopkins – Immunity - Laura Marling – Once I Was an Eagle - Laura Mvula – Sing to the Moon - Rudimental – Home - Savages – Silence Yourself - Villagers – {Awayland} |        |
| 2014 | Young Fathers – Dead                                           | - Anna Calvi – One Breath - Bombay Bicycle Club – So Long, See You Tomorrow - Damon Albarn – Everyday Robots - East India Youth – Total Strife Forever - FKA twigs – LP1 - GoGo Penguin – V2.0 - Jungle – Jungle - Kate Tempest – Everybody Down - Nick Mulvey – First Mind - Polar Bear – In Each and Every One - Royal Blood – Royal Blood                                                                                        |        |
| 2015 | Benjamin Clementine – At Least for Now                         | - Aphex Twin – Syro - Gaz Coombes – Matador - C Duncan – Architect - Eska – Eska - Florence and the Machine – How Big, How Blue, How Beautiful - Ghostpoet – Shedding Skin - Róisín Murphy – Hairless Toys - Slaves – Are You Satisfied? - SOAK – Before We Forgot How to Dream - Wolf Alice – My Love Is Cool - Jamie xx – In Colour                                                                                               |        |
| 2016 | Skepta – Konnichiwa                                            | - Anohni – Hopelessness - Bat for Lashes – The Bride - David Bowie – Blackstar - The Comet Is Coming – Channel the Spirits - Kano – Made in the Manor - Michael Kiwanuka – Love & Hate - Laura Mvula – The Dreaming Room - The 1975 – I Like It When You Sleep, for You Are So Beautiful yet So Unaware of It - Radiohead – A Moon Shaped Pool - Savages – Adore Life - Jamie Woon – Making Time                                    |        |
| 2017 | Sampha – Process                                               | - alt-J – Relaxer - The Big Moon – Love in the 4th Dimension - Blossoms – Blossoms - Loyle Carner – Yesterday's Gone - Dinosaur – Together, As One - Glass Animals – How to Be a Human Being - J Hus – Common Sense - Ed Sheeran – ÷ - Stormzy – Gang Signs & Prayer - Kate Tempest – Let Them Eat Chaos - The xx – I See You |        |
| 2018 | Wolf Alice – Visions of a Life                                 | - Arctic Monkeys – Tranquility Base Hotel & Casino - Everything Everything – A Fever Dream - Everything Is Recorded – Everything Is Recorded - Florence + The Machine – High as Hope - Jorja Smith – Lost & Found - King Krule – The Ooz - Lily Allen – No Shame - Nadine Shah – Holiday Destination - Noel Gallagher's High Flying Birds – Who Built the Moon? - Novelist – Novelist Guy - Sons of Kemet – Your Queen Is a Reptile |        |
| 2019 | Dave – Psychodrama                                             | - A Brief Inquiry Into Online Relationships – The 1975 - Dogrel – Fontaines D.C. - Driftglass – Seed Ensemble - Everything Not Saved Will Be Lost – Part 1 – Foals - Grey Area – Little Simz - Hunter – Anna Calvi - Joy as an Act of Resistance – Idles - Nothing Great About Britain – slowthai - Psychodrama – Dave - Reward – Cate Le Bon - Saturn – Nao - Schlagenheim – Black Midi                                            |        |
| 2020 | Michael Kiwanuka – Kiwanuka                                    | - Fibs – Anna Meredith - How I'm Feeling Now – Charli XCX - Future Nostalgia – Dua Lipa - Seeking Thrills – Georgia - Hoodies All Summer – Kano - Spook the Herd – Lanterns on the Lake - Song for Our Daughter – Laura Marling - Dark Matter – Moses Boyd - Every Bad – Porridge Radio - Deep Down Happy – Sports Team - Heavy Is the Head – Stormzy                                                                               |        |
| 2021 | Arlo Parks – Collapsed in Sunbeams                             | - Demotape/Vega – Berwyn - For the First Time – Black Country, New Road - Not Your Muse – Celeste - Promises – Floating Points, Pharoah Sanders a London Symphony Orchestra - Conflict of Interest – Ghetts - Fir Wave – Hannah Peel - Pink Noise – Laura Mvula - As the Love Continues – Mogwai - Source – Nubya Garcia - Untitled (Rise) – Sault - Blue Weekend – Wolf Alice                                                      |        |
| 2022 | Little Simz – Sometimes I Might Be Introvert                   | - Forest Floor – Fergus McCreadie - Tresor – Gwenno - Harry's House – Harry Styles - For All Our Days That Tear the Heart – Jessie Buckley & Bernard Butler - Skin – Joy Crookes - Reason to Smile – Kojey Radical - Supernova – Nova Twins - Seventeen Going Under – Sam Fender - Prioritise Pleasure – Self Esteem - Wet Leg – Wet Leg - The Overload – Yard Act                                                                  |        |
| 2023 | Ezra Collective – Where I'm Meant to Be                        | - The Car – Arctic Monkeys - Actual Life 3 (January 1 – September 9 2022) – Fred Again - Beautiful and Brutal Yard – J Hus - That! Feels Good! – Jessie Ware - I Love You Jennifer B – Jockstrap - False Lankum – Lankum - Hugo – Loyle Carner - Messy – Olivia Dean - My 21st Century Blues – Raye - Nymph – Shygirl - Heavy Heavy – Young Fathers                                                                                 |        |
| 2024 | English Teacher – This Could Be Texas                          | - When Will We Land? – Barry Can't Swim - Who Am I – Berwyn - Lives Outgrown – Beth Gibbons - Early Twenties – Cat Burns - Brat – Charli XCX - Crazymad, for Me – CMAT - Black Rainbows – Corinne Bailey Rae - Bad with Names – corto.alto - On Purpose, with Purpose – Ghetts - Silence Is Loud – Nia Archives - Prelude to Ecstasy – The Last Dinner Party                                                                        |        |